# Kuusiokunnat
Kuusiokunnat (finska: Kuusiokuntien seutukunta) är en av ekonomiska regionerna i landskapet Södra Österbotten i Finland. Folkmängden i regionen uppgick den 1 januari 2013 till 22 553 invånare, och regionens landareal utgjordes av 2 355  kvadratkilometer.  I Finlands NUTS-indelning representerar regionen nivån LAU 1 (f.d. NUTS 4), och dess nationella kod är 144.

## Förteckning över kommuner
Ekonomiska regionen Kuusiokunnat omfattar följande tre kommuner: 
- Alavo stad
- Etseri stad
- Kuortane kommun

Samtliga kommuners språkliga status är enspråkigt finska.